# Ferenc Gerencsér
Ferenc Gerencsér (* 8. September 1923 in Szentkozmadombja; † 28. August 1989 ebenda) war ein ungarischer Cimbalomspieler und Hochschullehrer.

## Leben
Gerencsér wuchs auf einem Bauernhof in der kleinen Gemeinde Szentkozmadombja im Westen Ungarns auf. Ebenso wie seine Mutter begeisterte er sich für die Volksmusik. Von seiner Mutter erlernte er auch die grundlegenden Kenntnisse des Cimbalomspiels. Zuhause spielte er Volkslieder, musizierte auf Hochzeiten und half bei den landwirtschaftlichen Arbeiten. 1947 ging er nach Budapest, um Cimbalom bei Aladár Rácz an der Franz-Liszt-Musikakademie zu studieren. 1954 erhielt er das künstlerische Diplom nach einem bemerkenswerten Solokonzert mit Werken von Johann Sebastian Bach. Danach arbeitete er an der Béla-Bartók-Musikfachschule in Budapest. Ab 1966 bis zu seinem Tode unterrichtete er an der Franz-Liszt-Musikakademie; ab 1973 arbeitete er zusätzlich an der Musikfachschule und am Institut für Musiklehrerfortbildung in Miskolc.
Gerencsér gab regelmäßig Konzerte, die ihn in verschiedene europäische Länder führten. So präsentierte er 1961 im Salle Pleyel in Paris Musik von Zoltán Kodály. Im selben Jahr war er im französischen Radio mit Stücken von Béla Bartók, Domenico Scarlatti, Louis-Claude Daquin und Jean-Baptiste Lully zu hören. Zudem wirkte er im Duo mit dem Cimbalomspieler József Szalay. Im Dezember 1962 führten sie in Budapest Nocturne és capriccio két cimbalomra, eine Komposition von Sándor Szokolay für zwei Cimbalom auf, die im selben Jahr veröffentlicht worden war. 1964 war das Cimbalom-Duo zu Gast im Fernsehen der BBC. Gerencsér wirkte bei einigen Schallplattenproduktionen mit, auch mit József Szalay. Er gab zusammen mit Ilona Szeverényi eine Schule für Cimbalom heraus. Zu seinen Schülern zählen neben anderen Kálmán Balogh, Márta Fábián, Oszkár Ökrös und Ildikó Vékony.

## Schriften
- Ferenc Gerencsér, Ilona Szeverényi: Cimbalom iskola. Editio Musica Budapest, Budapest 1988.